# Gwint metryczny

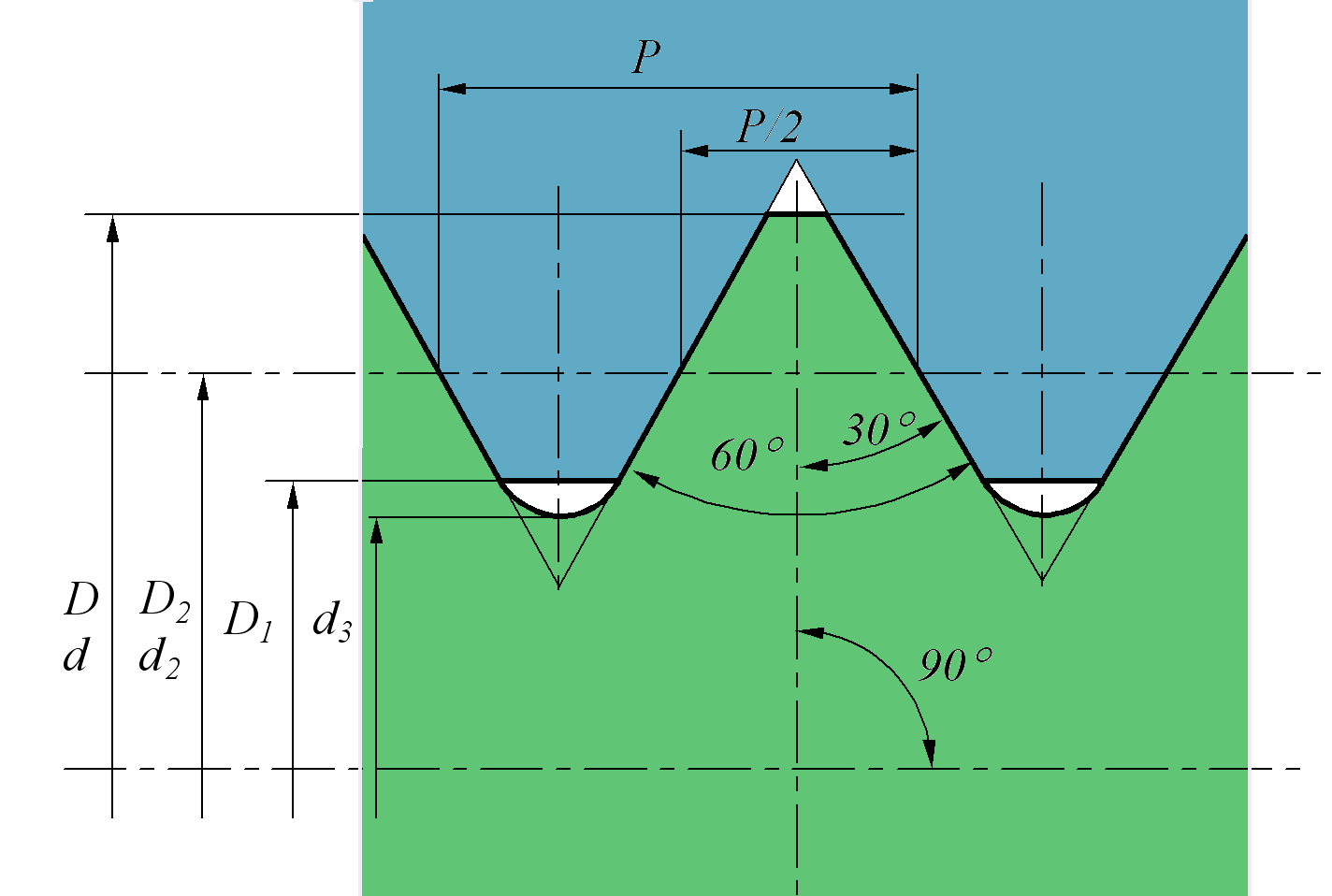
Zarys podstawowy gwintu metrycznego walcowego

Gwint metryczny – podstawowy znormalizowany gwint złączny. Do jego zalet należy duża wytrzymałość, ze względu na duży kąt gwintu oraz samohamowność. Natomiast wadami gwintu są niedokładne osiowanie oraz niska sprawność. 
Gwinty metryczne mogą być: 
- trapezowe
- stożkowe
- okrągłe
- trójkątne

Gwinty metryczne o zarysie trójkątnym
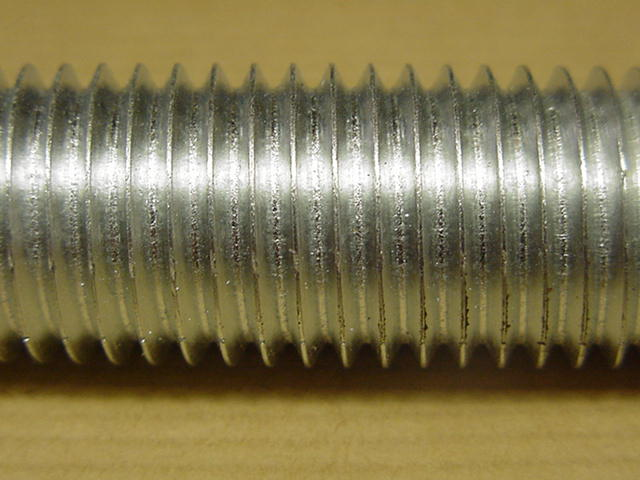
Śruba - gwint zewnętrzny (męski)
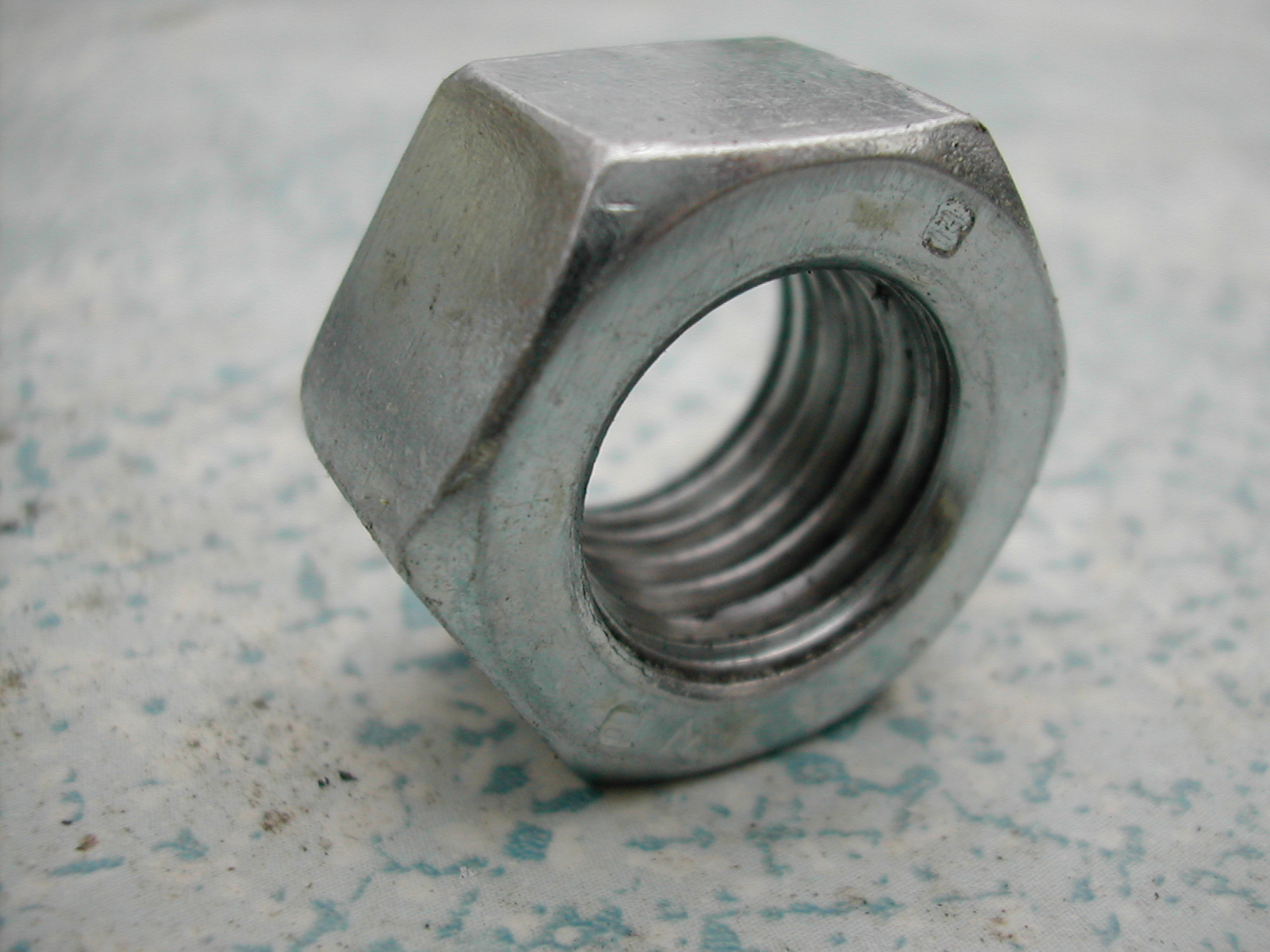
Nakrętka - gwint wewnętrzny (żeński)